# 殺人核弾頭キングコブラ
『殺人核弾頭キングコブラ』（さつじんかくだんとう、Bad Blood,Viper）は、1994年のアメリカ合衆国のアクション映画。ロレンツォ・ラマス主演。

## ストーリー
フランクリン・ブラックストーンが駐車していた車に乗り込もうとしたとき、2人組の男に銃を突きつけられ連れ去られそうになる。そこに警官が来て2人に隙ができ、フランクリンは逃げて友人のリカルドに電話をかけるが、誰も出なかったため諦めてその場を去る。そのころリカルド一家はピクニック中で、突然現れたジミー・チェンによって全員射殺される。
フランクリンの兄であるトラヴィスが少年野球に勤しんでいると、球場に妙な男たちが現れトラヴィスに絡んできたが、特技の格闘で男たちを追い払い、恋人のリンディが働いているストリップバーに飲みに行く。すると1人の女性がトラヴィスを訪ね、フランクリンの命が狙われていることと、父親が病気であることを知らされる。リンディから何度も彼女が何者かを尋ねられるが、トラヴィスははぐらかすばかりで答えようとしない。リンディと一夜を過ごした彼は、翌日彼女を置いて外出し家族に会いに行く。家に着いたトラヴィスは、フランクリンと彼の恋人で昨日会ったロンダ、そして父のジョンと再会する。そこでジョンとフランクリンから、フランクリンが怪しげな銀行から多額の借金をして返せなくなり、銀行側が暗殺者を雇って命を狙われていると話され、トラヴィスに助けを求めてきた。
その後ロンダから、トラヴィスがフランクリンの犯した罪を被って収監され警官という職を失ったことや、刑務所に送った手紙の返事をくれなかった理由について聞かれるが、手紙を出さなかったのはフランクリンの恋人になっていたからで、罪を被ったことについて後悔はしていないとだけ伝える。

## キャスト
（）内は日本語吹替
- トラヴィス・ブラックストーン - ロレンツォ・ラマス（江原正士）
- ロンダ - フランキー・ソーン（英語版）（塩田朋子）
- フランクリン・ブラックストーン - ハンク・チェイン（堀内賢雄）
- ジミー・チェン - ジョー・サン（天田益男）
- リンディ・キンケイド - キンバリー・ケイツ（日野由利加）
- ジョン・ブラックストーン - ジョン・P・ライアン（千田光男）
- キム - サイガル・ディアマント
- バッギー - コール・S・マッケイ

日本語吹替：初回放送1996年4月25日テレビ東京『木曜洋画劇場』

## スタッフ
- 監督・製作総指揮：ティボー・タカクス
- 脚本：ニール・ルッテンバーグ
- 製作：アラン・アミエル
- 撮影監督：バーナード・サルツマン
- プロダクションデザイナー：ヤーナ・カレン
- 編集：スティーヴン・エッケルベリー、スティーヴン・ニールソン
- 衣裳デザイン：バーバラ・バウム
- 音楽：ジョエル・ゴールドスミス、アレックス・ウィルキンソン
- 日本語字幕：川上純一
- 吹替翻訳：和島陽子
- 吹替演出：松川陸
- 吹替調整：山田太平
- 吹替効果：くりぷろ
- 吹替担当：菅原有美子
- 吹替プロデューサー：柳川雅彦、中村公彦
- 吹替製作：テレビ東京、ムービーテレビジョンスタジオ